# 24 ساعة (مسرحية)
مسرحية 24 ساعة هي أول مسرحية مقتبسة أعدها وصاغ حوارها جعفر المؤمن وأخرجها حسين الصالح وعرضت في 13 مايو 1965 لمدة 16 ليلة غير متتالية لتزاحم الفرق على قاعة العرض الوحيدة الصالحة أو المرغوبة، وقد استعين بممثلة لبنانية.

## فكرة المسرحية
يوسف (سعد الفرج) يشكي حالة زوجته منيرة (عائشة إبراهيم) إلى الدكتور عبد الحسين عبد الرضا وهو يشك بكونها قد أصيبت بالجنون.

## الممثلون
حسب الظهور
- فؤاد الشطي
- صالح حمد
- عبد الجبار عبد الحميد
- عائشة إبراهيم
- سعد الفرج
- عبد الحسين عبد الرضا
- خالد النفيسي
- اميه المصري

## طاقم العمل
- الإدارة المسرحية - اسد محمود حسين
- الإعداد المسحري - كمال عبد العزيز
- رسام الديكور - وهيب الحسيني
- منفذ الديكور - إبراهيم عثمان
- المكياج - محمد عبد الحميد
- التلقين - حسن يعقوب العلي
- الإضائة المسرحية - محمود نصير
- المؤثرات الصوتية - عدنان حامد
- الاكسسوار - عباس عبدالرضا
- التنظيم المسرحي - عادل حلواني ومحمد الخضر
- الملابس - بشير صوفي
- تصوير - عبدالحسين كرم
- تصوير - حسن عبدالله
- تصوير - حسن سراب
- مراقبة الصورة - حسين خضير
- المونتاج - عبدالرزاق المويل
- الصوت - فهد عبدالله
- التسجيل - عبدالله القناعي
- مهندس الإضاءة - شريف العطار
- ساعد في نقلها للتفزيون - كاظم القلاف وراشد العجران
- اخرجها للمسرح - حسين الصالح
- نقلها للتلفزيون - نزار شرابي

## وصلات خارجية
المسرحية كاملة على يوتيوب